# Чагатай Актепа
Чагата́й Актепа́, Актепе́ Чагата́йское, Ак-тепе́ Чигата́йское (узб. Chigʻatoy oqtepasi/Чиғатой оқтепаси) — городище в Ташкенте, археологический памятник второй очереди освоения Ташкентского оазиса. 

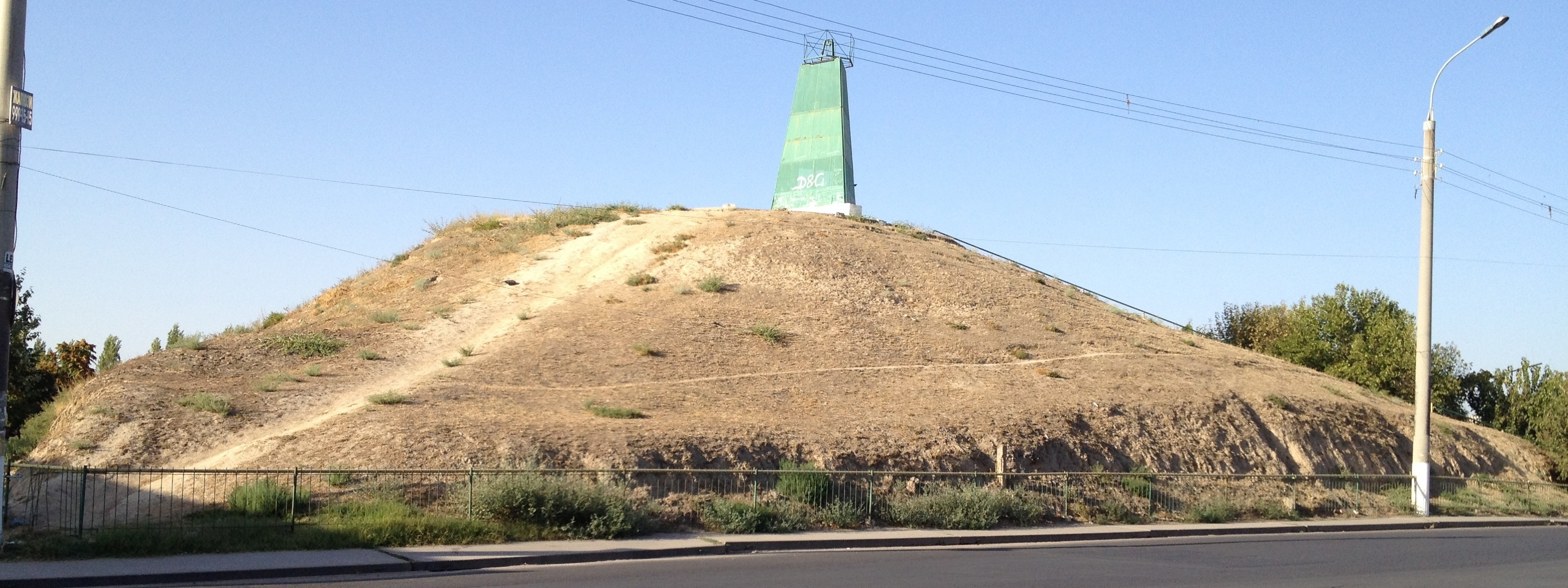
Цитадель Чагатай Актепа.
На переднем плане — улица Фараби

## Расположение
Городище Чагатай Актепа находится на северо-западе Ташкента. Оно лежит на территории, орошаемой каналом Калькауз Археологический памятник дал имя современной махалле Чагатай Актепа, расположенной по улице Фараби. 

## Характеристика
Актепа Чагатай представляет собой руины селения с цитаделью. Историческое селение было обжито в V—VIII и X—XII веках. Возраст городища позволяет отнести его к поселениям второго этапа освоения Ташкентского оазиса, возникавшим по водным системам. До настоящего времени (2008) археологический памятник дошёл частично разрушенным. Сохранной является только цитадель, которая образует крутой, обрывистый бугор диаметром 30 м поверху и высотой 6—8 м. По окружности к цитадели со всех сторон примыкало неукреплённое поселение. Его руины срыты плотной современной застройкой города, однако к юго-западу и северо-востоку от центрального бугра и сейчас прослеживаются редкие останцы в рельефе местности.

## История открытия и изучения
Археологический памятник был зафискирован Н. Г. Маллицким в 1927 году. В 1940 году его отметил М. Э. Воронец. Обследование городища было произведено в 1968 году Ташкентским археологическим отрядом, однако раскопок не проводилось. 